# Gare de Dammartin - Juilly - Saint-Mard
Gare de Dammartin - Juilly - Saint-Mard vasútállomás Franciaországban, Saint-Mard településen.

## Vasútvonalak
Az állomást az alábbi vasútvonalak érintik:
- La Plain-Hirson-vasútvonal

## Kapcsolódó állomások
A vasútállomáshoz az alábbi állomások vannak a legközelebb:
- Gare de Thieux - Nantouillet (Paris Gare du Nord, Transilien Linie K)
- Gare du Plessis-Belleville (Gare de Crépy-en-Valois, Transilien Linie K)